# Philip von Platen (fältmarskalk)

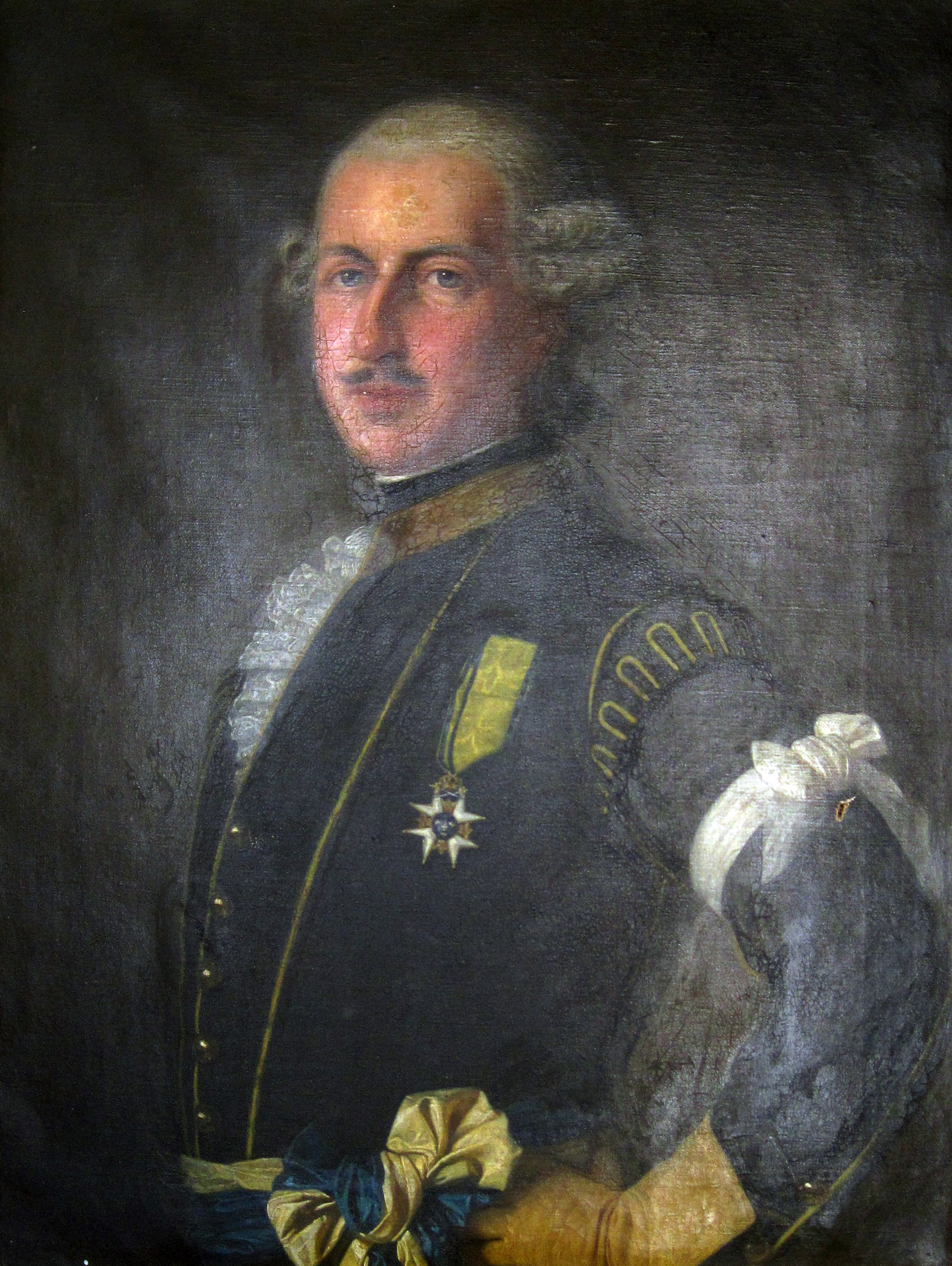
Porträtt av Philip von Platen på Tomarps kungsgård, vilket var von Platens översteboställe som chef för Norra skånska kavalleriregementet.

Philip Julius Bernhard von Platen, född 14 mars 1732 på godset Dornhof på Rügen, död där 23 april 1805, var en svensk friherre, fältmarskalk och generalguvernör.

## Biografi
Philip von Platens föräldrar var lantrådet Kristofer Ernst von Platen och Anna Lucretia von Bohlen. Efter att från 1746 ha stått inskriven som volontär i svensk tjänst vid generalmajoren friherre von Schwerins regemente, utnämndes von Platen 1749 till fänrik vid Drottningens livregemente till fot och blev löjtnant vid detsamma 1752. Fem år senare erhöll han regeringens tillåtelse att delta i preussiska arméns fälttåg i Böhmen där han blev sårad i stridigheterna vid Prag men skyndade vid Sveriges krigsförklaring mot Preussen för att ställa sig under de svenska fanorna. Utnämnd till ryttmästare för en skvadron husarer, som han själv uppsatt, deltog han i de flesta strider under kriget, avancerade till förste major vid Gula husarerna och blev, sedan han kommit hem till Sverige, överstelöjtnant vid Gröna dragonerna 1767. Efter Gustav III:s anträde till regeringen utnämndes han 1772 till överste för Norra skånska kavalleriregementet och 1776 till generalmajor. Genom sitt uppträdande som ivrig medlem av ridderskapets rojalistiska minoritet vid 1786 års riksdag förvärvade von Platen Gustav III:s gunst och befordrades till generallöjtnant 1788 samt blev serafimerriddare 1790. Av förmyndarstyrelsen förordnad till generalbefälhavare i Skåne 1792 och general 1795, utnämndes han året efter till en av rikets herrar, generalguvernör över Pommern och Greifswalds akademis kansler, blev 1797 friherre och 1799 fältmarskalk. Efter att 1800 entledigats från generalguvernörskapet avled han på Dornhof 1805. Han var från 1761 gift med Juliana Regina von Usedom.

## Genealogi

### Föräldrar
- Kristofer Ernst von Platen (1687–1753)
- Anna Ulrika Lucretia von Bohlen (1701–1732)

### Fru
- Juliana Regina von Usedom (1741–1810)

### Barn
- Carl Gustaf von Platen (1762–1819)
- Fredrik Wilhelm von Platen (1763–1788)
- Juliana Maria Lovisa von Platen (1765–1824)
- Baltzar Bogislaus von Platen (1766–1829)
- Ernst Christoph Philip von Platen (1768–1785)
- Charlotta Vilhelmina von Platen (1779–1860)